# Santiago Morandi
Santiago Morandi Vidal (Montevideo, 6 aprile 1984) è un ex calciatore uruguaiano, di ruolo portiere.